# Atiśa

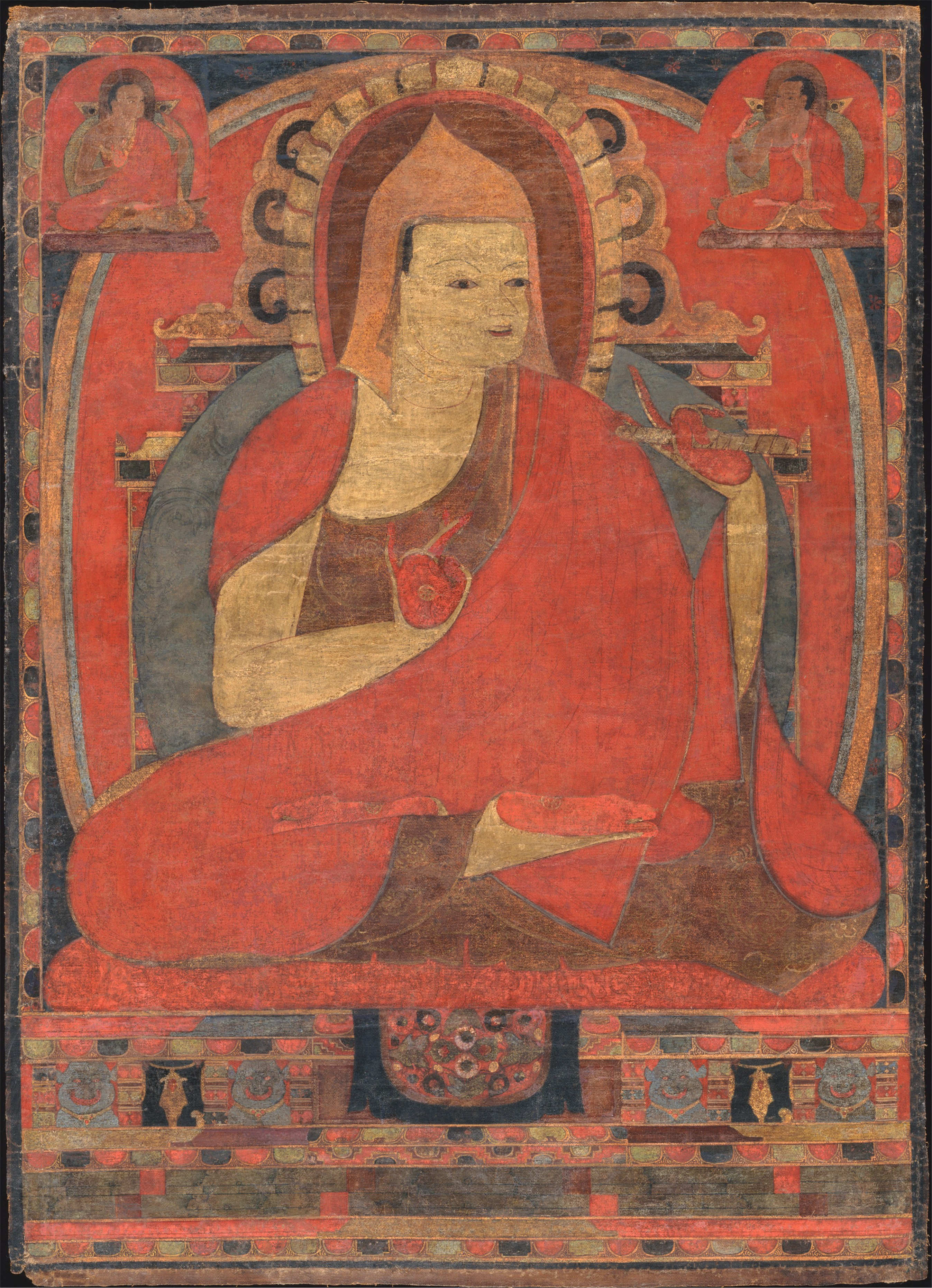
Målning av Atiśa från 1100-talet

Atiśa, född 982, död 1054, var en indisk buddhistmunk och forskare som var en av nyckelpersonerna i den andra buddhistiska översättningsperioden i Tibet., som resulterade i bildandet av de tibetanska buddhistiska inriktningarna kagyu, sakya och kadam (senare gelug).
Atiśa studerade och utövade vajrayana, och blev vid 29 års ålder munk vid Bodhgaya. Han studerade buddhistiska texter flitigt, och blev känd som lärare vid klostret Nalanda. Han blev abbot vid klostret Vikramashila, men lämnade klostret vid 60 års ålder år 1042 för att resa till Tibet. Atiśas främsta mål med att besöka Tibet var att återställa klosterrörelsen i Tibet, som vid denna tidpunkt hade varit mer eller mindre utdöd i över 200 år. Han översatte även en stor mängd buddhistiska texter till tibetanska, och anses tillsammans med sina chefslärjungar vara en av grundarna till inriktningen kadam.